# 8 février 1993
Le lundi 8 février 1993 est le 39e jour de l'année 1993.

## Naissances
- Charlie Edwards, boxeur anglais
- Chen Lijun, haltérophile chinois
- Davit Khocholava, joueur de football géorgien
- Ebru Mandacı, volleyeuse turque
- Måns Söderqvist, joueur de football suédois
- Matej Falat, skieur alpin slovaque
- Robin Wagner, cycliste tchèque
- Rocco Grimaldi, hockeyeur sur glace américain
- Rodolfo Valente, acteur brésilien
- Sean Davis, joueur américain de football
- Shelby Houlihan, athlète américaine
- Stefano Beltrame, footballeur italien
- Tayavek Gallizzi, joueur de basket-ball argentin
- Vincent Mallet, joueur français de rugby à XV

## Décès
- Bram van der Stok (né le 30 octobre 1915), pilote néerlandais
- Douglas Heyes (né le 22 mai 1919), scénariste, réalisateur et producteur américain
- Franz Schnyder (né le 5 mars 1910), réalisateur, scénariste et producteur suisse
- Oto Grigalka (né le 28 juin 1925), athlète letton, spécialiste du lancer du poids et du lancer du disque
- Roland Mousnier (né le 7 septembre 1907), historien français
- Simone Troisgros (née le 27 novembre 1904), syndicaliste française

## Événements
- Victoires de la musique 1993
- Création de couronne tchèque et de la couronne slovaque
- Sortie de l'album Native Tongue du groupe Poison
- Sortie de la chanson Tell Me Why de Genesis
- Tennis :
  - Début du tournoi d'Osaka 1993
  - Début du tournoi de Chicago 1993
- Création de la compagnie Walt Disney Theatrical Productions
- Sortie de l'album solo Wandering Spirit de Mick Jagger